# Мовчання доктора Івенса
«Мовчання доктора Івенса» (рос. «Молчание доктора Ивенса») — радянський художній фільм 1973 року, режисера Будимира Метальникова, виробництва кіностудії «Мосфільм».

## Сюжет
Фільм про трагічний контакт землян з інопланетною цивілізацією, яка далеко пішла вперед не стільки в технічному плані, скільки в духовно-моральному аспекті.
У числі пасажирів потерпілого катастрофу над Північною Атлантикою лайнера претендент на Нобелівську премію доктор Мартін Івенс, що працює над проблемою продовження людського життя. Він та кілька інших пасажирів врятовані прибульцями з планети Ораїна. Між ними встановлений контакт і доктор переконує їх відкритися світові і допомогти йому в його роботі — подовження тривалості життя людей. Однак несподіваний напад військового літака і загибель одного з прибульців змінює їх плани. До висновку про неможливість контакту прибульці приходять практично відразу, тільки єдина жінка-інопланетянка Оранте не втрачає надії знайти контакт. При останньому спілкуванні посланці іншої цивілізації пояснюють Івенсу, що чекає морально незріле людство, якщо вчений доведе свої дослідження по «еліксиру безсмертя» до кінця. Вони відмовляються допомагати технологіями людям планети, на якій сила зброї багато в чому перевершує силу моральності, і стирають у пасажирів літака, що вижили, пам'ять. Івенс залишається єдиним, хто пам'ятає, що саме сталося, і повертається в світ людей, але його пам'ять зберігає розмови з прибульцями. Поставлений перед проблемою морального вибору, Івенс відмовляється від продовження своїх досліджень по безсмертю. Його намагається підтримати Оранте, але вони разом виявляються «під ковпаком» спецслужб…

## У ролях
- Сергій Бондарчук — Мартін Івенс
- Жанна Болотова — Оранте
- Ірина Скобцева — Евелін
- Леонід Оболенський — Зор
- Ігор Кузнєцов — Рін
- Борис Романов — Буамі
- Ольгерт Кродерс — Грасс
- Гунар Плаценс — Бем
- Пранас Пяулокас — Лацкі
- Валерій Хлевінський — Фазенда
- Володимир Скомаровський — аргентинець
- Олексій Крюков — Боббі

## Знімальна група
- Режисер — Будимир Метальников
- Сценарист — Будимир Метальников
- Оператори — Юрій Сокол, Володимир Бондарєв
- Композитор — Едуард Артем'єв
- Художник — Леонід Перцев